# Жан Нику
Жан Теодор Нику (на френски: Jean Theodor Nicou) е шведски индустриалец от арумънски произход. Открива собствена цигарена фабрика в Стокхолм, смятан за експерт в областта на тютюнепроизводството за времето си.

## Биография
Нику е роден на 30 май 1876 година в македонската влашка паланка Невеска, тогава в Османската империя, днес Нимфео, Гърция. В 1905 година през Финландия емигрира в Швеция, където започва работа в цигарена фабрика „Ориент“ (Orient) в Стокхолм. През октомври 1908 година основава собствена тютюнева фабрика, наречена „Турска цигарена фабрика“ (Turkiska Tobaksfabriken) в Стокхолм. Приема шведско гражданство през 1911 година. Скоро след монополизирането на цигарения сектор в Швеция през 1915 година става експерт в областта на тютюнопроизводството . Предприема редица пътувания до Турция и Гърция с цел набиране на работна ръка и усвояване на технологии за организирането на шведската цигарена индустрия.